# Organy katedry św. Piotra w Bremie
Katedra św. Piotra w Bremie ma obecnie 5 organów.

## Organy Sauera

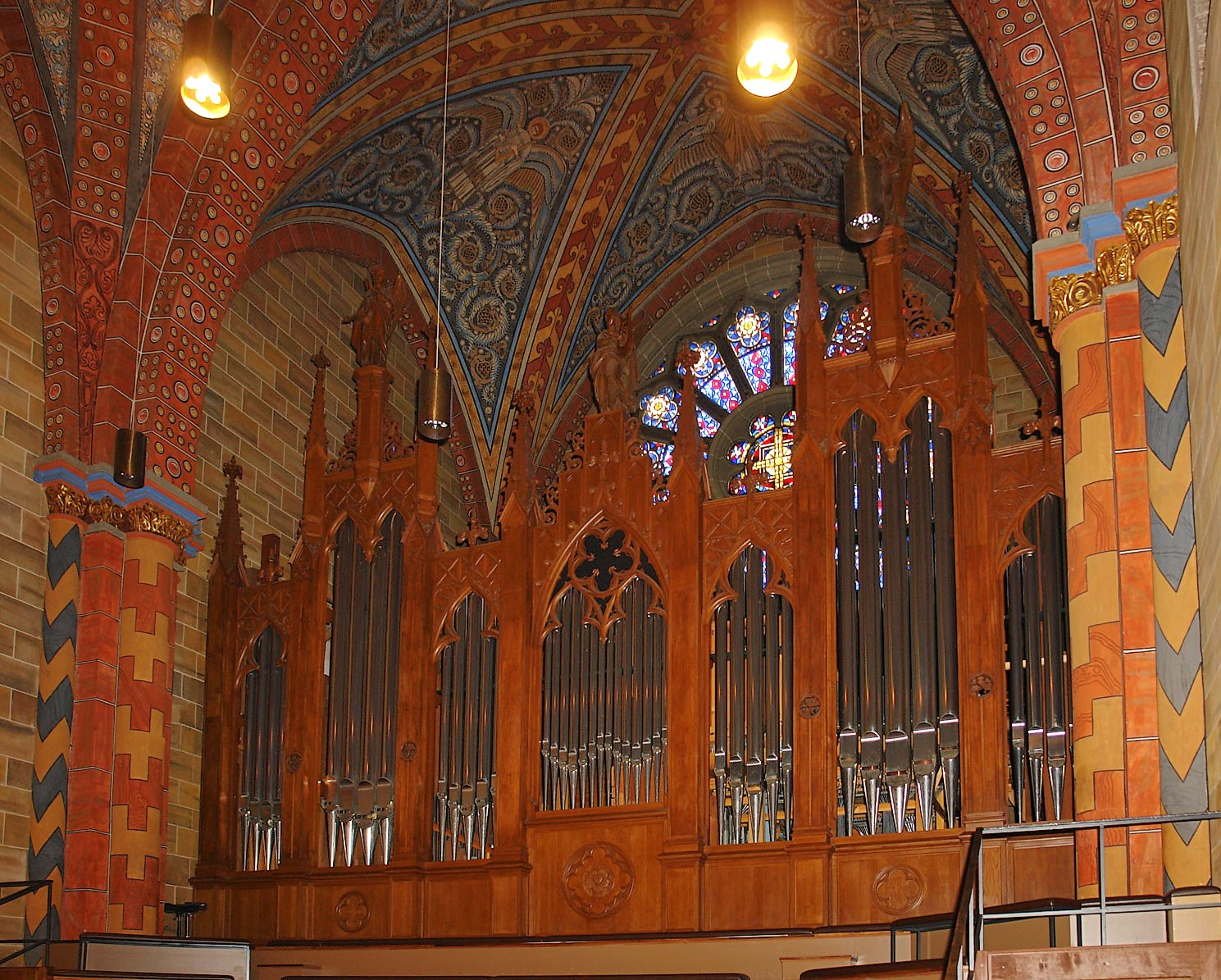
Prospekt organów Sauera.

10 listopada 1893 Wilhelm Sauer z Frankfurtu nad Odrą przedłożył kosztorys 3-manuałowych organów z 63 głosami. 12 stycznia następnego roku podpisana została umowa pomiędzy nim a fundatorem organów, architektem katedralnym Johannem Antonem Adami. 1 listopada 1894 instrument był gotowy. Ze starych organów Sauer zachował jedynie prospekt oraz jeden głos – 32-stopowy kontrabas. Nowy instrument miał mechaniczną wiatrownicę stożkową, (Kegellade) oraz napęd pneumatyczny. 2 grudnia 1894, na inaugurację organów, organista katedralny Eduard Nößler wykonał Opus 951 Wilhelma Sauera. W 1905 powiększono organy o czwarty manuał a ilość głosów wzrosła do 70. W związku z tym nowy, 4-manuałowy stół gry ustawiono pośrodku empory.
W latach 1925–1926 pod wpływem idei przełomowego w budownictwie organowym ruchu Orgelbewegung dokonano zmian w dyspozycji organów. W 1939 z okazji 26. Festiwalu Bachowskiego dokonano kolejnej, dużej przebudowy organów. Ilość głosów wzrosła do 98. Dawny zestaw piszczałek został zachowany, jednak usunięto głosy smyczkowe. Dodatkowy zestaw głosów zamontowano w wiatrownicy z bocznymi zaworami (Taschenlade).
Po uszkodzeniach w czasie drugiej wojny światowej instrument w 1958 przeszedł zmiany. Otrzymał elektryczną trakturę gry, zmieniono po raz kolejny jego dyspozycję, usunięto stylowy, neogotycki prospekt organowy i zbudowano prospekt nowoczesny, bezstylowy. Część piszczałek została zasłonięta fasadą z boazerii. W latach 80. idea modernizacji organów wypłynęła po raz kolejny, ale konkretne formy przybrała dopiero w 1993, kiedy postanowiono, iż w wyniku rekonstrukcji, restauracji i poszerzenia należy przywrócić organom ich dawną, oryginalną dyspozycję a poszerzenie głosów ma być utrzymane w duchu planów Sauera. Postanowiono zachować niektóre rejestry z lat 20. i 30. Zadanie to otrzymała firma Christian Scheffler z Frankfurtu nad Odrą. Prace zostały ukończone jesienią 1996. W efekcie ilość głosów wzrosła z 98 do 100; dodano glockenspiel i transmisję pedału. Ostatecznie organom przywrócono ich wygląd i funkcję jak za czasów Sauera: wszystkie piszczałki są umieszczone w wiatrownicy z bocznymi zaworami, przełączenie z traktury elektrycznej na pneumatyczną jest dokonywane za pomocą pneumatycznego tłumika. Przy budowie nowego, elektrycznego stołu gry zmieniono kształt i funkcję stołu Sauera. Zrekonstruowano też oryginalny, gotycki prospekt organowy.
Organy mają następującą dyspozycję (symbole w nawiasach oznaczają: głos istniejący (I), głos zrekonstruowany (Z), (czZ = głos częściowo zrekonstruowany)::
| I. Manual C-a3 | II. Manual C-a3 (rozszerz. do C-a4) | III. Manual C-a3 | IV. Manual C-a3 | Pedal C-f1 |
| Principal 16'(Z) Bordun 16' (I) Praestant 8'(Z) Doppelfloete 8' (Z) Gamba 8' (Z) Flüte 8' (I) Principal amabile 8' (czZ) Quintatön 8' (I) Gemshom 8' (I) Gedackt 8' (I) Octave 4' (I) Rohrfloete 4' (I) Violini 4' (czZ) Gemshorn 4' (I) Rohrquint 22/3′ (I Octave 2' (czZ) Flachfloete 2' (I) Rauschquinte 22/3′ (I) Cornett 3-4fach (I) Mixtur 3-5fach (I) Scharff 5fach (Z) Bombarde 16' (I) Trompete 8' (I) Clarine 4' (I) | Salicional 16' (Z) Bordun 16' (I) Principal 8' (czZ) Flöte 8' (I) Spitzflöte 8' (I) Gedackt 8' (I) Salicional 8' (Z) Octave 4' (I) Flauto dolce 4' (Z) Salicional 4' (Z) Nachthorn 4' (I) Quinte 22/3′ (I) Rohrflöte 2' (I) Piccolo 2' (Z) Quinte 11/3′ (I) Siffloete 1'(I) Rauschquinte 2fach 22/3′ (I) Cornett 3fach (Z) Mixtur 3fach (Z) Cymbel (Z) Fagott 16' (I) Tuba 8' (Z) Clarinette 8' (Z) | Gamba 16' (Z) Gedackt 16' (I) Principal 8' (I) Concertflöte 8' (czZ) Schalmei 8' (I) Zartflöte 8' (czZ) Quintatön 8' (Z) Gedackt 8' (czZ) Aeoline 8' (Z) Voix Celeste 8' (czZ) Praestant 4' (I) Traversflöte 4' (I) Viola 4'(Z) Nasat 22/3′ (I) Nachthorn 2'(I) Piccolo 2'(I) Harmonica aetherea, 3fach (I) Sesquialtera 2fach(I) Mixtur 4fach (Z) Trompet 8' (czZ) Oboe 8' (I) Krummhorn 8' (I) Glocken (I) | Quintatön 16' (czZ) Gemshorn 8' (I) Undamaris 8' (I) Rohrflöte 8' (czZ) Traversflöte 4'(czZ) Fugara 4' (Z) Flautino 2' (Z) Vox humana 8' (I) Tremulant für Vox humana | Contrabass 32' (I) Principalbass 16' (I) Violon 16' (Z) Subbass 16' (I) Salicetbass 16' (I) Quintbass 102/3′( czZ) Echobass 16' Offenbass 8' (I) Cello 8' (Z) Bassflöte 8' (I) Dulciana 8' (I) Quinte 51/3′ (Z) Octave 4' (Z) Flauto dolce 4' (Z) Terz 31/5′ (Z) Mixtur 4fach (Z) Posaune 32' (I) Posaune 16' (I) Fagott 16' (Z) Trompete 8' (I) Clarine 4' (Z) Englisch Horn 4' (I) |

Organy mają dodatkowe mechanizmy, pozwalające na bardziej dowolne konfigurowanie sprzężeń między poszczególnymi klawiaturami i głosami. Mechanizmami tymi są tzw. połączenia (kopulacje) międzyklawiaturowe.
Elektryczny, ruchomy stół gry ma wspomaganie.
Organy mają trzy stałe kombinacje, walec crescendo i szereg innych mechanizmów wspomagających.

## Organy bachowskie

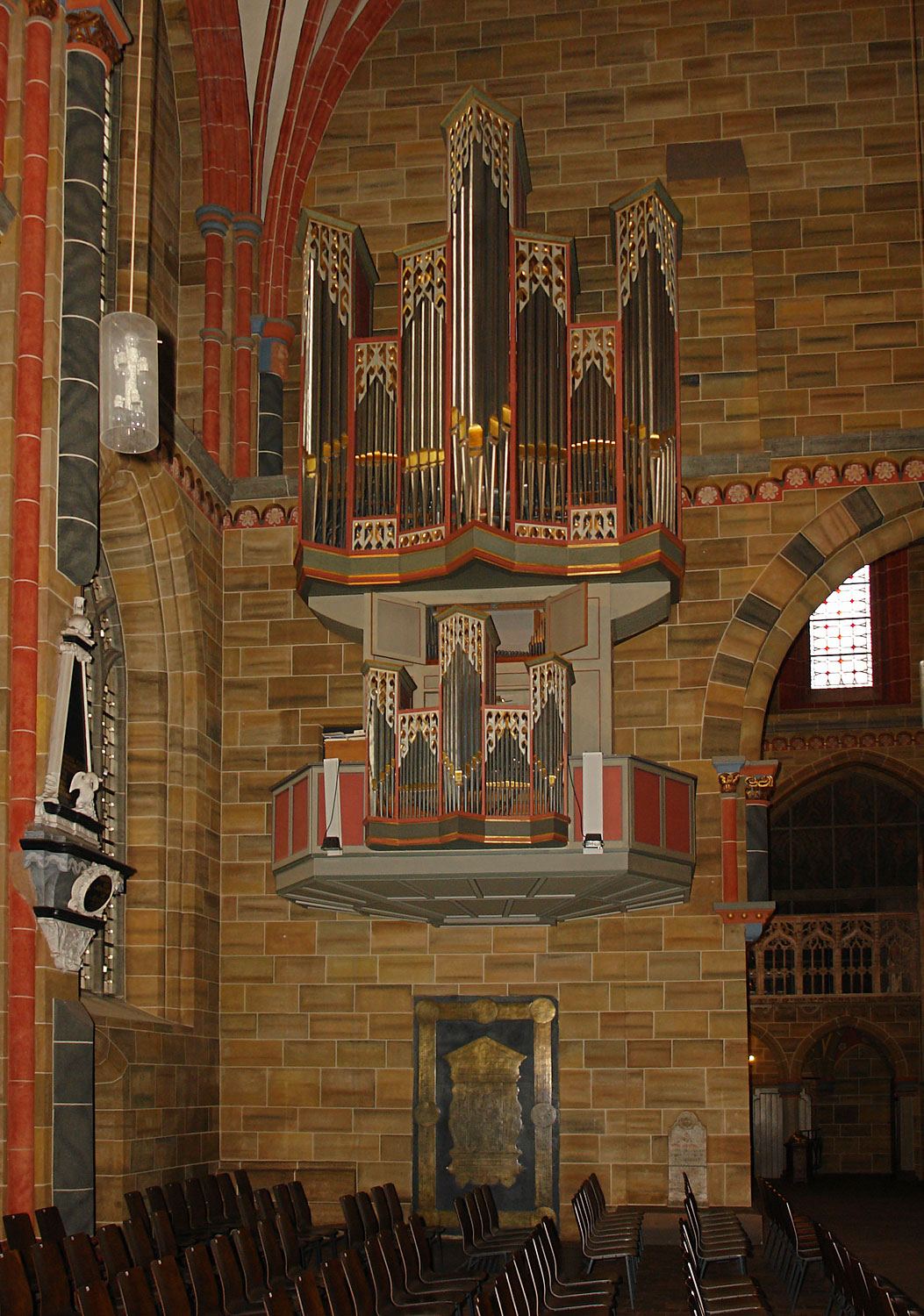
Organy bachowskie.

Wraz z przebudową organów Sauera w 1939 katedra otrzymała dodatkowo 3-manuałowe organy mające 35 głosów, wyposażone w wiatrownicę zasuwową (Schleifladen) i mechaniczną trakturę gry, przeznaczone do interpretacji muzyki barokowej. Ponieważ w 1939 odbył się kolejny, 26. Festiwal Bachowski, organy nazwano na cześć kompozytora bachowskimi. Prospekt organów był utrzymany w stylu neobarokowym.
Instrument został ustawiony przy wschodniej ścianie północnego ramienia transeptu. Organy zostały przebudowane w latach 1965–1966 przez holenderską firmę Gebr. van Vulpen B.V. z Utrechtu. Inauguracyjny koncert po zakończeniu przebudowy wykonała 20 lutego 1966 Käte van Tricht.
Od tamtego czasu instrument nie przechodził żadnych zmian.
Organy mają następującą dyspozycję::
| Hoofdwerk C-g3 | Rugwerk C-g3 | Borstwerk C-g3                                                                                        | Pedal C-f1 |
| Prestant (im Prospekt) 16' Prestant 8' Roerfluit 8' Octaaf 4' Spitsfluit 4' Quint 22/3′ Octaaf 2' Mixtuur 6-8 st. 11/3′ Trompet 8' | Prestant (Prospekt) 4´ Holpijp 8' Roerfluit 4' Gernshoorn 2' Nasard11/3′ Sexquialter 2 st. Scherp 4 st. 1´ Dulciaan16' Kromhoorn 8' Tremulant | Houtgedekt 8´ Ged. Fluit 4´ Prestant 2´ Siflet 1´ Tertiaan 2 st. Cimbel 2 st. Vox humana 8´ Tremulant | Prestant (Transmission) 16' Subbas 16' Octaaf 8' Gedekt 8' Octaaf 4' Nachthoorn 2' Mixtuur 6 st. 22/3′ Bazuin 16' Trompet 8' Schalmei 4' Cornet 2' |

Połączenia: 2 połączenia manuałowe: Rugwerk-Hoofdwerk, Borstwerk-Hoofdwerk) oraz 3 połączenia pedałowe.

## Organy Silbermanna

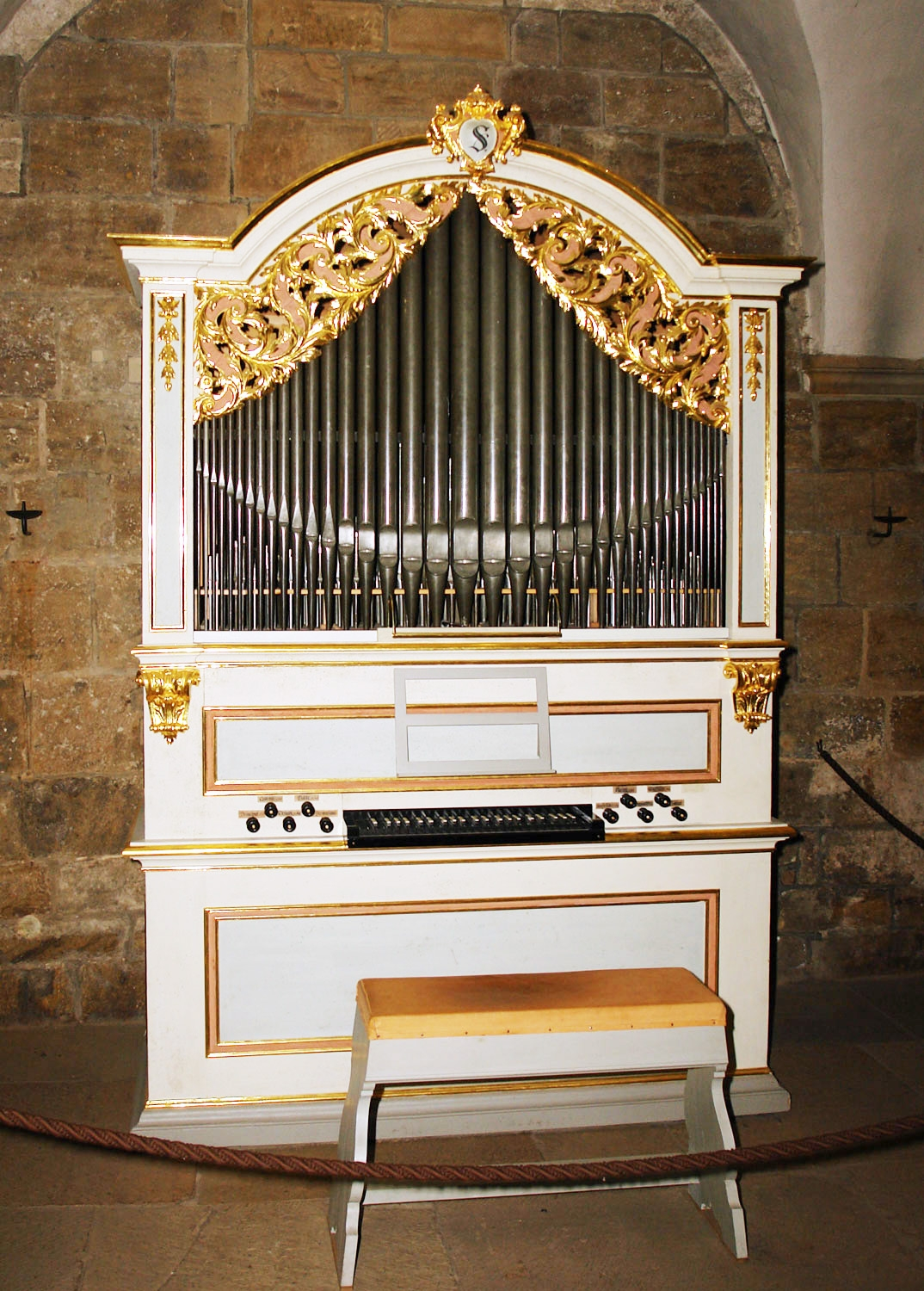
Organy Silbermanna.

W 1939 parafia katedralna nabyła w Dreźnie historyczne organy Silbermanna. Organy te zostały pierwotnie zbudowane między 1734 a 1748 dla kościoła w Etzdorf. Budowniczym był najwybitniejszy saksoński organmistrz epoki baroku, Gottfried Silbermann 1-manuałowe organy miały 8 głosów a w 1796 otrzymały pedał. Od 1865 instrument znajdował się w kościele w Wallroda. W 1902 drezdeński organmistrz Eduard Berger zbudował dla kościoła w Wallroda nowe organy, a znajdujące się tam organy Silbermanna przyjął w ramach zapłaty. Usunął z nich jednak trzy glosy (Rohrflöte 8´, Rohrflöte 4´ i Octava 2´) i wbudował je w nowe organy; organy Silbermanna miały więc odtąd tylko pięć głosów. W takim stanie trafiły one w 1919 w prywatne ręce, w których znajdowały się do 1939, kiedy to odkryli je w Dreźnie bremeński kantor Richard Liesche i organistka Käte van Tricht, kupili i przewieźli do Bremy. Tam organy zostały wstawione do krypty zachodniej. Pierwszej rekonstrukcji organów podjęła się firma Wihelma Sauera. Jak to było w zwyczaju, naprawiono piszczałki i zmieniono dyspozycję poprzez dodanie nowych piszczałek według zasad Sauera.
W czasie II wojny światowej organy przeniesiono do krypty wschodniej, gdzie stały aż do ich restauracji w 1994. Remont organów, dość powierzchowny, parafia przeprowadziła jeszcze w 1953 i 1962. W 1993 zakład organmistrzowski Kristiana Wegscheidera z Drezna podjął się kompleksowej restauracji i rekonstrukcji organów Silbermanna. Nawiązano w tym celu kontakt ze wspólnotą parafialną w Wallroda, gdzie organy wcześniej się znajdowały, żeby zabrać znajdujące się tam 3 głosy organowe i piszczałki do Bemy. Rozmowy zakończyły się powodzeniem i parafia katedralna nabyła trzy brakujące głosy. Obecnie ok. 75% oryginalnych piszczałek z czasów Silbermanna znajduje się w obecnych organach: Rohrflöte – 36 piszczałek jest oryginalnych, Principal – na 49 piszczałek 43 są oryginalne, Flöte – 48 piszczałek oryginalnych, Nasat – na 25 piszczałek 22 są oryginalne, Octave – 48 piszczałek oryginalnych, Sesquialtera – na 25 piszczałek 4 są oryginalne, Quinte – na 48 piszczałek 28 jest oryginalnych, Sifflöte – na 48 piszczałek – 24 są oryginalne. Podczas gruntownej restauracji Wegscheider usunął dodany pedał i z powrotem nadal piszczałkom wysokość tonów i intonację w duchu Silbermanna.
W lipcu 1994 instrument został ponownie ustawiony w krypcie zachodniej i zaintonowany. Jest on dziś jednym z 32 istniejących organów Silbermanna.
Organy mają następującą dyspozycję:
| Manual C, D-c3 |
| Rohrflöte 8' Principal 4' Flöte (Rohrflöte) 4' Nasat 3' (od c1) Octave 2' Sesquialtera = Terz 13/5′ (od c1) Quinte 11/3′ Sifflöte 1′ Tremulant |

## Organy Klopa

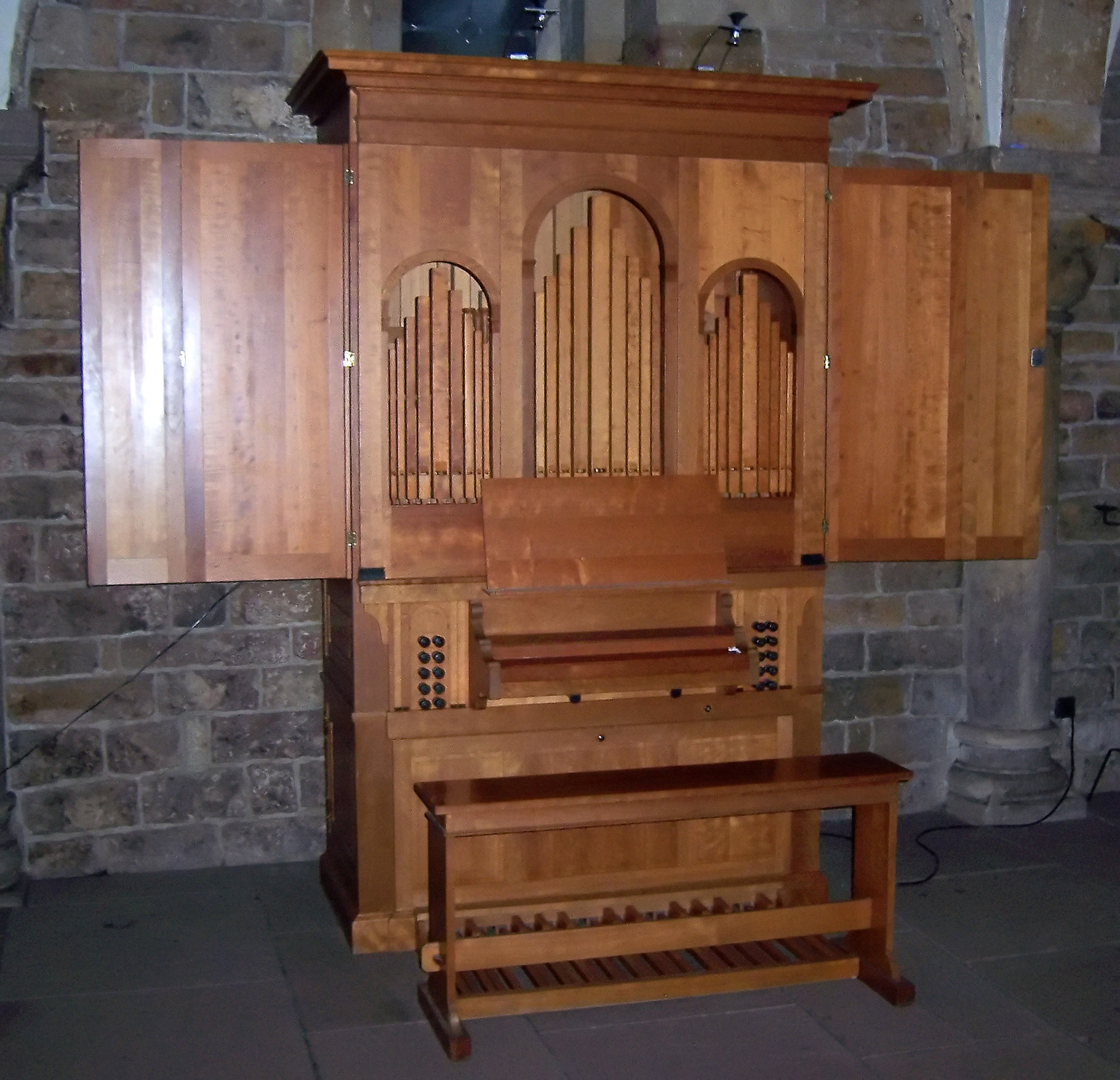
Organy Klopa.

W kwietniu 2001 katedra otrzymała niewielkie organy zbudowane w 1991 w holenderskim zakładzie organmistrzowskim Gerrita Klopa w Garderen.
Organy stanowią prywatne użyczenie ofiarodawcy z Kolonii i znajdują się w krypcie wschodniej pod prezbiterium. Zbudowane w stylu włoskiego renesansu jako „organo di legno“ („organy drewniane“) zawierają wyłącznie drewniane piszczałki. Mają strój renesansowy, charakteryzujący się łagodnym, kameralnym brzmieniem.
Organy są wykorzystywane zarówno tak w celach liturgicznych jak i koncertowych.
Organy Klopa stanowią udane dopełnienie architektury krypty, pełnej historycznych wspomnień i promieniującej duchowością; ich forma koresponduje z jej stylizowanym na styl romański surowym wystrojem.
Podobnie jak w wielu kościołach romańskich organy zostały ustawione w pozycji bocznej na lewo od ołtarza. W ten sposób symbolizują związek teologii z muzyką kościelną.
Organy mają następującą dyspozycję:
| I. Manual CDE-d3 | II. Manual CDE-d3 | Pedal CDE-d1        |
| Principale 8' Ottava 4' Decimaquinta 2' Vigesimaseconda 1' Flauto 4' Decimanona 11/3′ Vigesimasesta 2/3′ Voce umana 8′ (od cis1) Tremulant Nachtigall | Regal 8'          | Pedalkoppeln I i II |

## Organy Wegscheidera

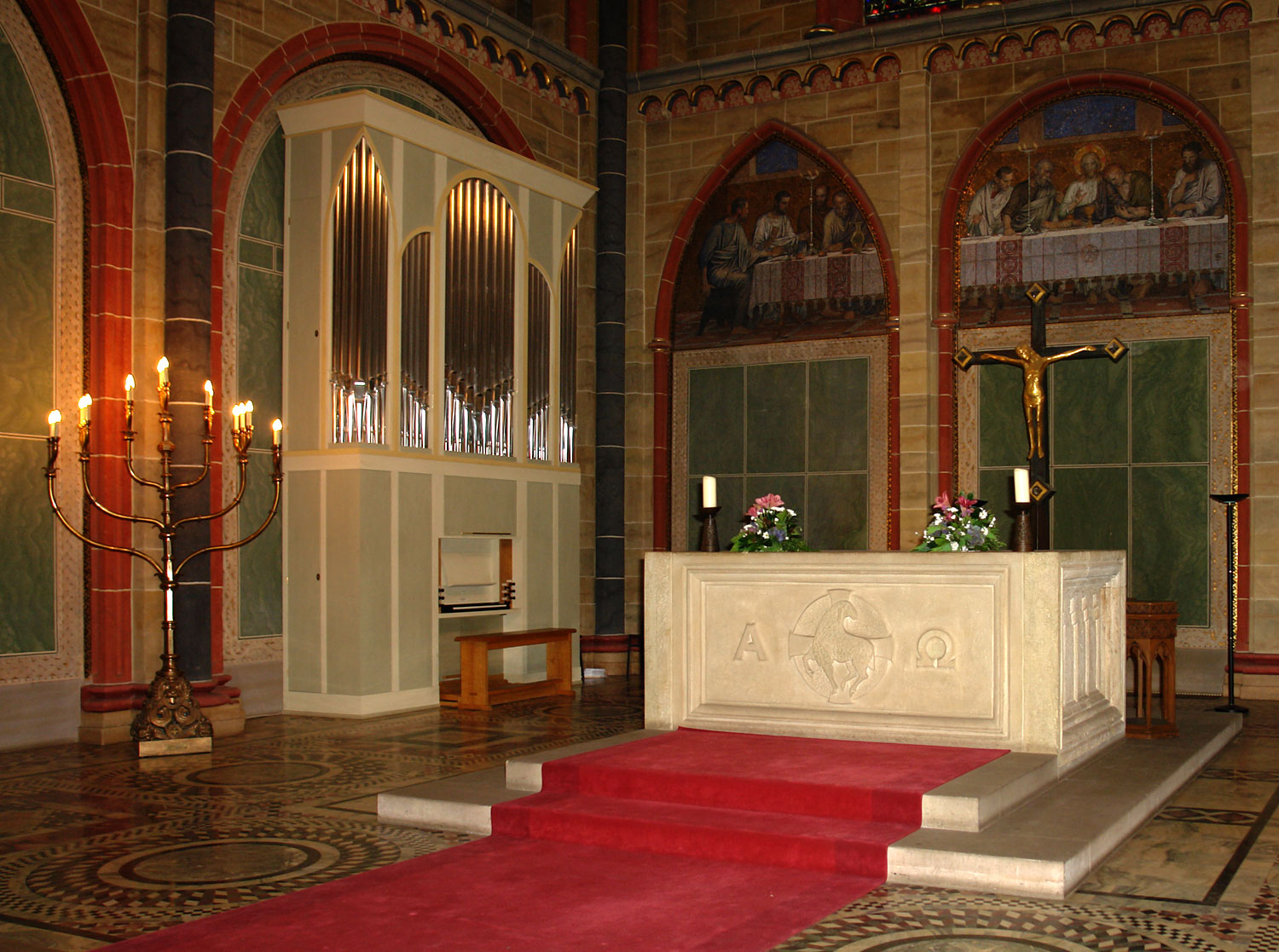
Organy Wegscheidera.

Najnowsze organy w katedrze to 1-manuałowy instrument z pedałem zbudowany w 2002 przez Kristiana Wegscheidera w jego drezdeńskim zakładzie Orgelwerkstatt Wegscheider, stojący w prezbiterium na lewo od ołtarza i służący do muzycznej oprawy ślubów, uroczystości Wieczerzy Pańskiej oraz innych ceremonii. Użycie do tych samych celów głównych organów Sauera znajdujących się na emporze zachodniej nie jest praktyczne, ponieważ są one oddalone ok. 100 m od prezbiterium, natomiast słyszalność organów bachowskich z nawy północnej jest w prezbiterium słaba. Zbudowanie organów było możliwe dzięki fundacji Ingeborg Jacobs, wdowy po bremeńskim handlarzu kawą, Waltherze C. Jacobsie.
Organy zainaugurowano w lutym 2002. Nowoczesny pełno- i ostrołukowy prospekt organowy udanie koresponduje z podobnymi łukami romańskiego prezbiterium Piszczałki skrajne ustawione są w prospekcie bocznie i pod kątem, przez co nadają mu smukłości i głębi. Od strony brzmieniowej organy nawiązują do osiągnięć saksońskiej sztuki organmistrzowskiej XVIII i XIX w. a zwłaszcza do dziedzictwa szkoły Gottfrieda Silbermanna. Organy nastrojone są w systemie równomiernie temperowanym i odznaczają się intensywnym, ciepłym brzmieniem poszczególnych głosów. Głosy gamby i fletu nadają się do akompaniamentu dla solistów i poszerzają stylistyczne możliwości wykonawcze o muzykę romantyczną.
Jako organiści katedralni grali na organach m.in. Käte van Tricht (1933–1974), Richard Liesche (1930–1957), Hans Heintze (1957–1975) i Zsigmond Szathmáry (1976–1978). Od 1979 funkcję organisty katedralnego sprawuje Wolfgang Baumgratz.
Organy mają następującą dyspozycję:
| Manual C-f3 | Pedal C-d' |
| Principal 8' Bordun 16' Viola da Gamba 8' Gedackt 8' Octave 4' Rohrflöte 4' Nasat 3' Superoctave 2' Mixtur 3-fach 11/3′ | Subbass16' |

- Subbass połączony z Bordun 16´
- Pedalkoppel jako Trakturkoppel,
- Tremulant